# 小笠原長政 (鎌倉時代)
小笠原 長政（おがさわら ながまさ）は、鎌倉時代前期の武将。鎌倉幕府御家人。小笠原長忠の子。

## 人物
父の跡を継いで小笠原氏当主となったが、小笠原氏は通説にあるような信濃国の所領はすべて幕府に重用されていた伴野氏（長清の子の伴野時長が祖）が押さえており伊賀良荘も鎌倉幕府の滅亡後に討幕の恩賞として与えられたため長政が領していたのは甲斐国巨摩郡の領地のみであると考えられる。
長政は六波羅探題の評定衆に任じられていたようで京都に拠点を置いていたようだが、伴野氏が霜月騒動で姻戚関係にあった安達氏に連座して伴野長泰が殺害されるなど没落したため、子の長氏に惣領の座が移った。子孫は室町時代に信濃守護を務め、江戸時代には宗家が小倉藩主となり、そのほかにも支藩として安志藩、千束藩、唐津藩があった。また、支流の伊那小笠原氏も越前勝山藩主となり明治維新後には宗家が伯爵、他4家が子爵となり続いていくこととなる。